# Rêves de Smetana
Rêves est un cycle de six pièces pour piano de Bedřich Smetana. 
Composées en 1875 à une période où le compositeur perd l'ouïe, ce recueil est dédié à d'anciens élèves.

## Analyse de l'œuvre
1. Bonheur éteint (en mi bémol majeur)
2. Consolation (en la bémol majeur)
3. En Bohême (en la mineur)
4. Au salon (en si majeur)
5. Près du château (en si majeur)
6. La fête des paysans bohémiens